# Chromosom 1 (Mensch)

Idiogramm des menschlichen Chromosoms 1 mit den beiden Armen 1p und 1q

Chromosom 1 ist eines von 23 Chromosomen-Paaren des Menschen. Ein Mensch hat in den meisten seiner Zellen zwei weitgehend identische Kopien dieses Chromosoms. Es ist das größte Chromosom des Menschen.

## Entschlüsselung des Chromosoms 1
Die DNA des Chromosoms 1 besteht aus etwa 247 Millionen Basenpaaren. Das Chromosom 1 beinhaltet ungefähr 8 % der gesamten DNA einer menschlichen Zelle. Die Identifizierung der Gene auf diesem Chromosom ist der Teil eines laufenden Prozesses zur Entschlüsselung des menschlichen Erbgutes. Das Chromosom 1 wurde im Rahmen des Humangenomprojekt 2005/2006 als letztes menschliches Chromosom sequenziert. Dabei wurden 3141 Gene und 991 Pseudo-Gene (nicht mehr funktionsfähige, „abgeschaltete“ Gene) auf dem Chromosom 1 identifiziert. Damit hat das Chromosom 1, im Vergleich zu den anderen Chromosomen, eine ausgesprochen hohe Gendichte.
Das menschliche Chromosom 1 ist zu dem des Schimpansen homolog. Das heißt, beide haben einen sehr ähnlichen Inhalt.

## Bekannte Gene auf dem Chromosom 1
Das Chromosom 1 enthält unter anderem folgende Gene:
- ACADM: mittlere-Kette-spezifische Acyl-Coenzym A-Dehydrogenase
- AGT: Angiotensinogen
- ASPM: Abnormal Spindle-Like, Microcephaly associated
- Brain Natriuretic Peptide
- COL11A1: Kollagen Typ XI, alpha1
- CPT2:  Carnitin-O-Palmitoyltransferase 2
- CRP: C-reaktives Protein
- DBT: Dihydrolipoyl-Transacylase
- DIRAS3: GTP-bindendes Protein Di-Ras3
- ESPN: ESPIN-Protein
- F5: Proaccelerin
- FMO3
- GALE: UDP-Glucose-4-Epimerase
- GBA: Glucocerebrosidase
- GJB3: Connexin 31
- GLC1A
- HFE2
- HMGCL: Hydroxymethylglutaryl-CoA-Lyase
- HPC1
- IRF6
- KCNQ4: Spannungsgesteuerter Kaliumkanal der KQT-Subfamilie 4
- KIF1B: Kinesin 1B
- KISS1: Kisspeptin
- LMNA
- MECR
- MFN2:
- MPZ: Myelin-Protein Null
- MTHFR: Methylentetrahydrofolat-Reduktase
- MTR: Methionin-Synthase
- MUTYH
- NGF: Beta-NGF (Nervenwachstumsfaktor)
- NPHS2: Podocin
- NRAS: RAS-Protein
- PARK7
- PINK1
- PKLR: Pyruvatkinase
- PLOD1
- PPOX
- PSEN2
- RHCE
- RHD
- SDHB
- SRP9: Signal Recognition Particle 9 kDa
- TACSTD2
- TNNT2
- TSHB
- UROD: Uroporphyrinogen-Decarboxylase
- USH2A

## Medizinische Bedeutung

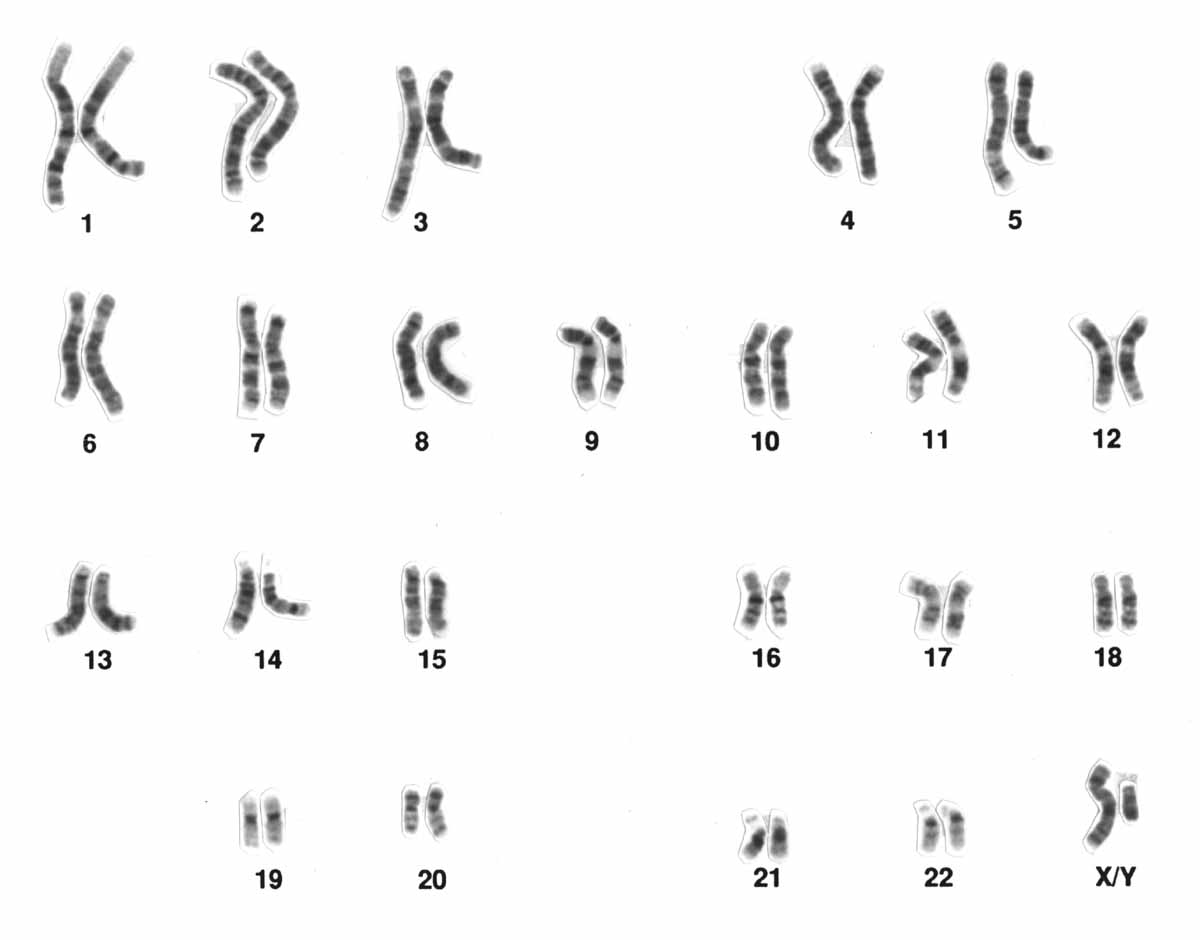
Die Chromosomen des Menschen. Links oben: Chromosom 1

Bedingt durch seine Größe und die hohe Anzahl an bekannten Genen werden mit den auf dem Chromosom 1 befindlichen Genen ausgesprochen viele genetisch bedingte oder prädispositionierte Krankheiten in Verbindung gebracht. Bisher wird bei 890 Erbkrankheiten beziehungsweise Prädispositionen ein Zusammenhang mit den auf dem Chromosom 1 befindlichen Genen gesehen. Dies sind unter anderem:
- 1p36-Deletionssyndrom[3]
- Alzheimer-Krankheit
- Bartter-Syndrom Typ III und Typ IV
- Brustkrebs
- Chediak-Higashi-Syndrom
- Ehlers-Danlos-Syndrom
- Fokal segmentale Glomerulosklerose, steroidresistent mit autosomal rezessivem Erbgang
- Faktor-V-Leiden
- Glaukom
- Hämochromatose
- Li-Fraumeni-Syndrom[4]
- Medium-Chain-Acyl-CoA-Dehydrogenase-Mangel
- Mitochondriale Enoyl-CoA-Reduktase-Protein-assoziierte Neurodegeneration (MEPAN-Syndrom)
- Mikrozephalie
- Morbus Charcot-Marie-Tooth
- Morbus Crohn
- Morbus Gaucher
- Myoadenylatdeaminase-Mangel
- Parkinson-Krankheit
- Periodische Lähmung
- Phäochromozytom
- Porphyrie
- Progerie
- Riesenzelltumor[5][6]
- Schwerhörigkeit
- Trimethylaminurie
- Usher-Syndrom